# Ainhoa
Ainhoa is een gemeente in het Franse departement Pyrénées-Atlantiques (regio Nouvelle-Aquitaine). De plaats maakt deel uit van het arrondissement Bayonne en ligt in de Baskische provincie Labourd. Ainhoa is een van Les Plus Beaux Villages de France. Ainhoa telde op 1 januari 2022 665 inwoners.

## Geografie
De oppervlakte van Ainhoa bedroeg op 1 januari 2022 16,19 vierkante kilometer; de bevolkingsdichtheid was toen 41,1 inwoners per km².

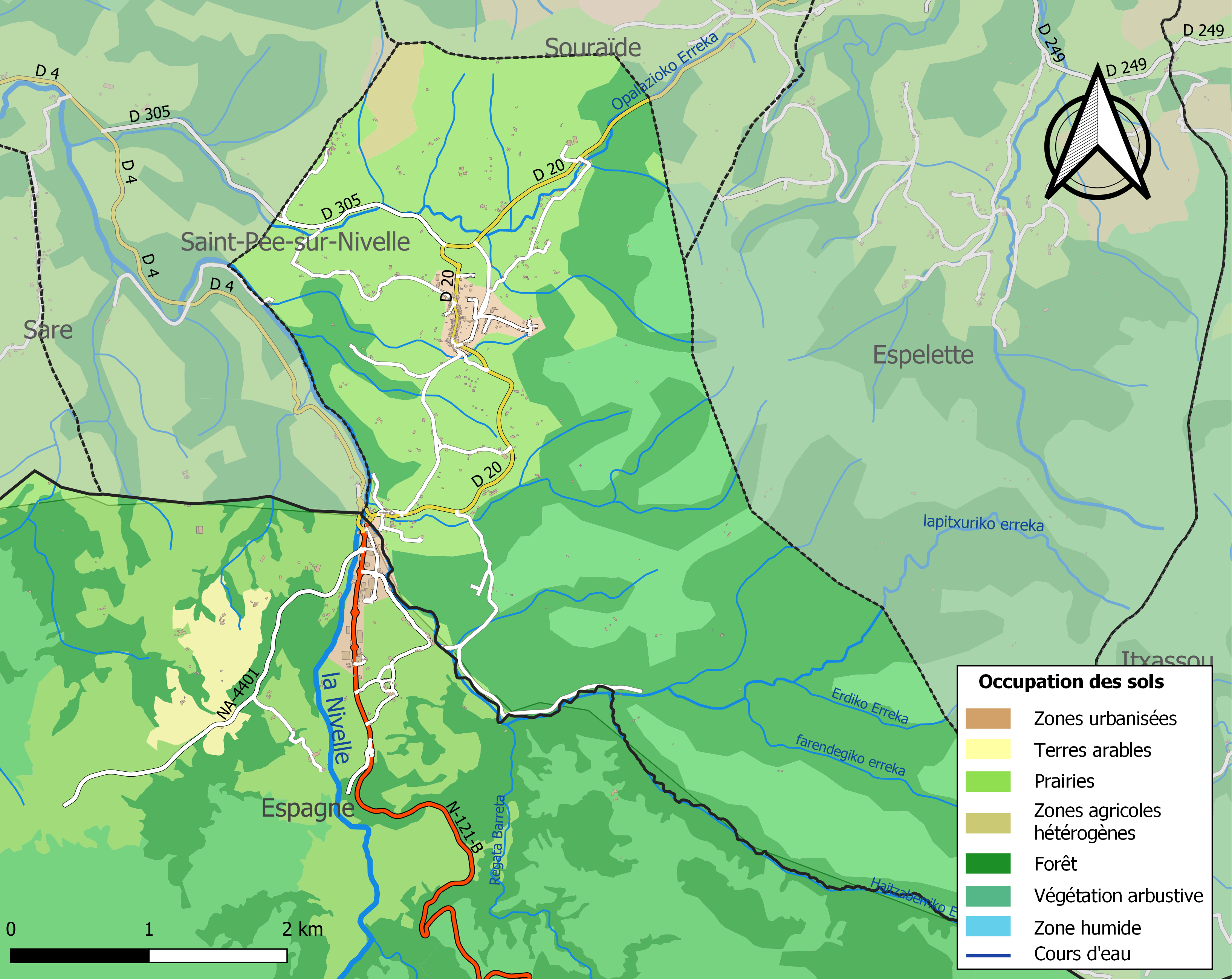
Kaart van de gemeente met belangrijkste infrastructuur, bodemgebruik en omliggende gemeenten

## Demografie
Onderstaande figuur toont het verloop van het inwonertal (bron: INSEE-tellingen).